# Adolf Davids
Adolf Davids (ur. 19 października 1867 w Hanowerze, zm. 9 sierpnia 1963 tamże) – szermierz, florecista reprezentujący Cesarstwo Niemieckie, uczestnik letnich igrzysk olimpijskich w 1912 roku.